# Elodes joosti
Elodes joosti es una especie de coleóptero de la familia Scirtidae.

## Distribución geográfica
Habita en Sichuan.